# Finspångs församling
Finspångs församling är en församling i Östgötabygdens kontrakt i Linköpings stift. Församlingen utgör ett eget pastorat och omfattar hela Finspångs kommun i Östergötlands län.

## Administrativ historik
Församlingen bildades 2013 genom sammanläggning av Risinge församling, Hällestads församling, Regna församling och Skedevi församling och utgör sedan dess ett eget pastorat.

## Kyrkor
- Finspångs slottskapell (ägs av Siemens AG)
- Folkströms kapell
- Hällestads kyrka
- Regna kyrka
- Rejmyre kyrka
- Risinge gamla kyrka (ägs av Statens fastighetsverk)
- Risinge nya kyrka
- Skedevi kyrka